# بيوك اضه
جزيرة بيوك اضه (بالتركية: Büyükada، باليونانية: Πρίγκηπος) وتنطق أيضاً بينكيبو أو بيوكودا (بيوك أدا) ومعناها الجزيرة الكبرى وهي جزيرة تركية تبعد عن مدينه إسطنبول حوالي ساعتين بواسطة السفينة ولقد أطلق عليها هذا الاسم قديماً لأنها كانت مضيف للأميرات البيزنطيات وهي تمتاز بانها جزيرة خالية من السيارات عدا سيارات الشرطة والإطفاء والبلدية ووسيلة الموصلات الوحيدة هناك هي العربات التي تجرها الخيول وتسمى (الحنطور).

## الجغرافيا
يبلغ طول بيوك أضة قرابة 4.3 كم (2.6 أميال) وعرضها 1.3 كم (0.8 ميلاً). يهيمن على وسط الجزيرة قمتان، يبلغ ارتفاع أولاهما 164 متراً وارتفاع الثانية 202 متراً. تضم الجزيرة العديد من الشواطئ الرملية والحصوية الصغيرة أيضاً أشهرها شاطئ يوروك علي بالقرب من ديلبورنو. يقع معظم التطوير الحضري في الجزيرة على الجانب الشمالي منها بينما لا يزال الجنوب مشجرًا إلى حد كبير.

## معرض صور

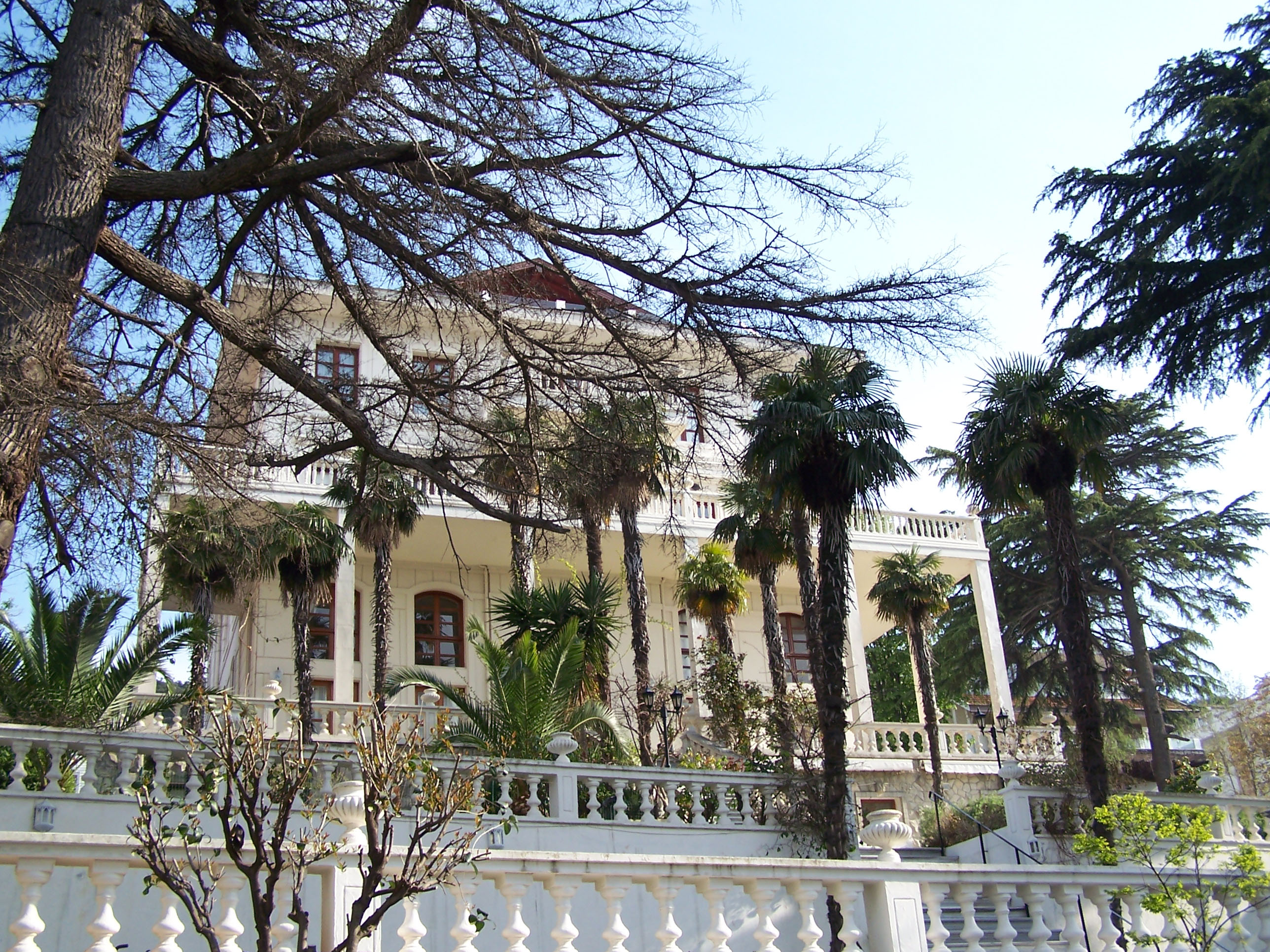
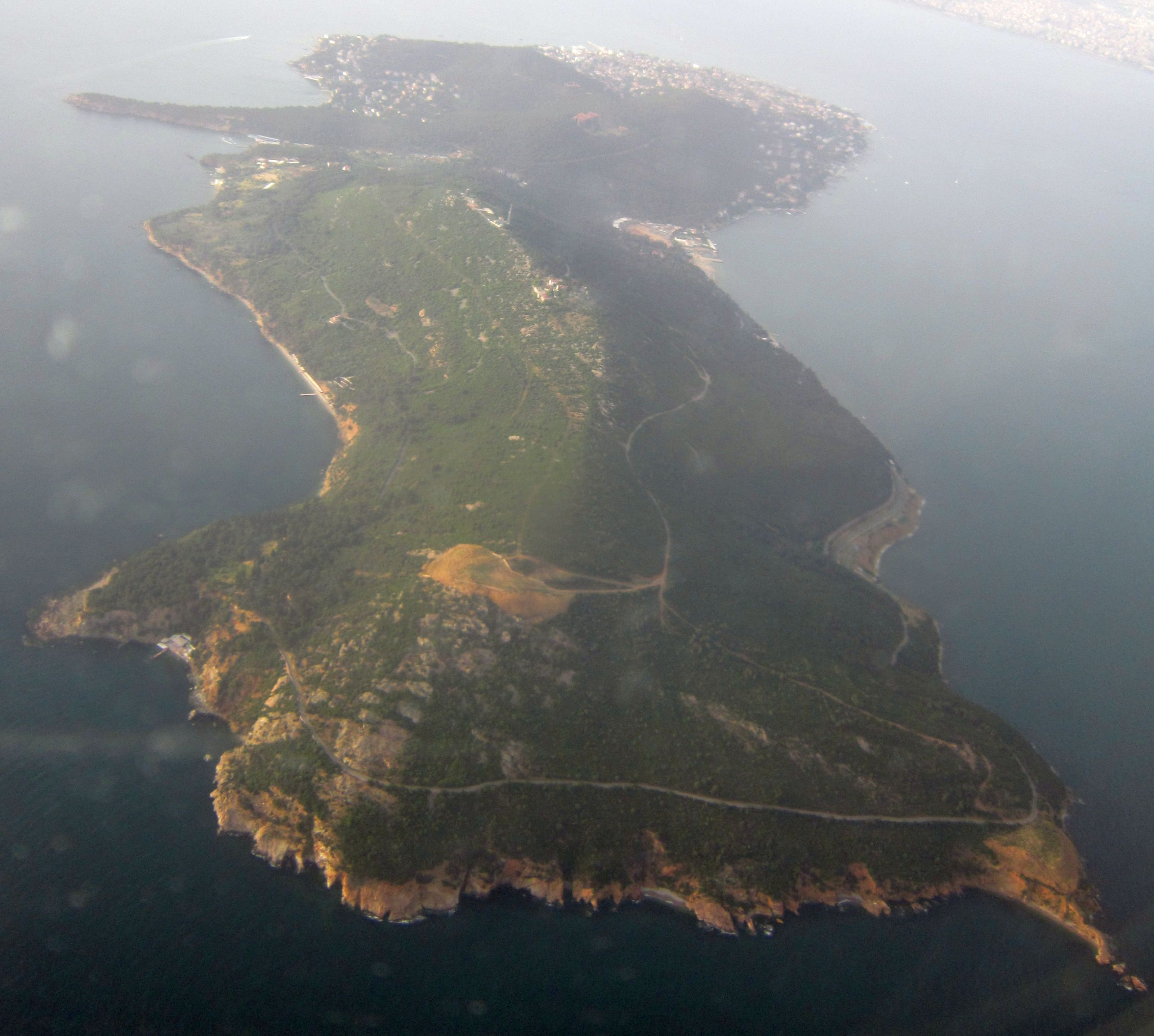
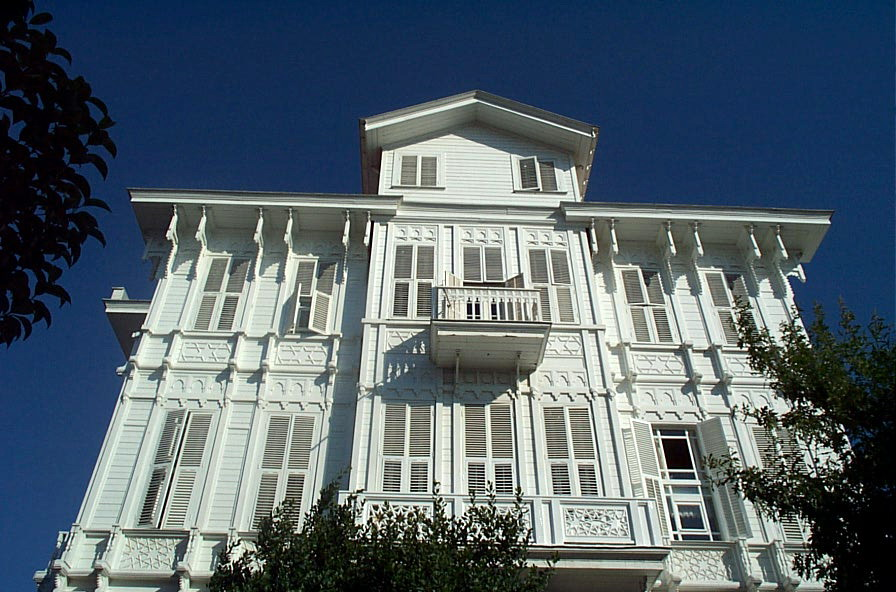
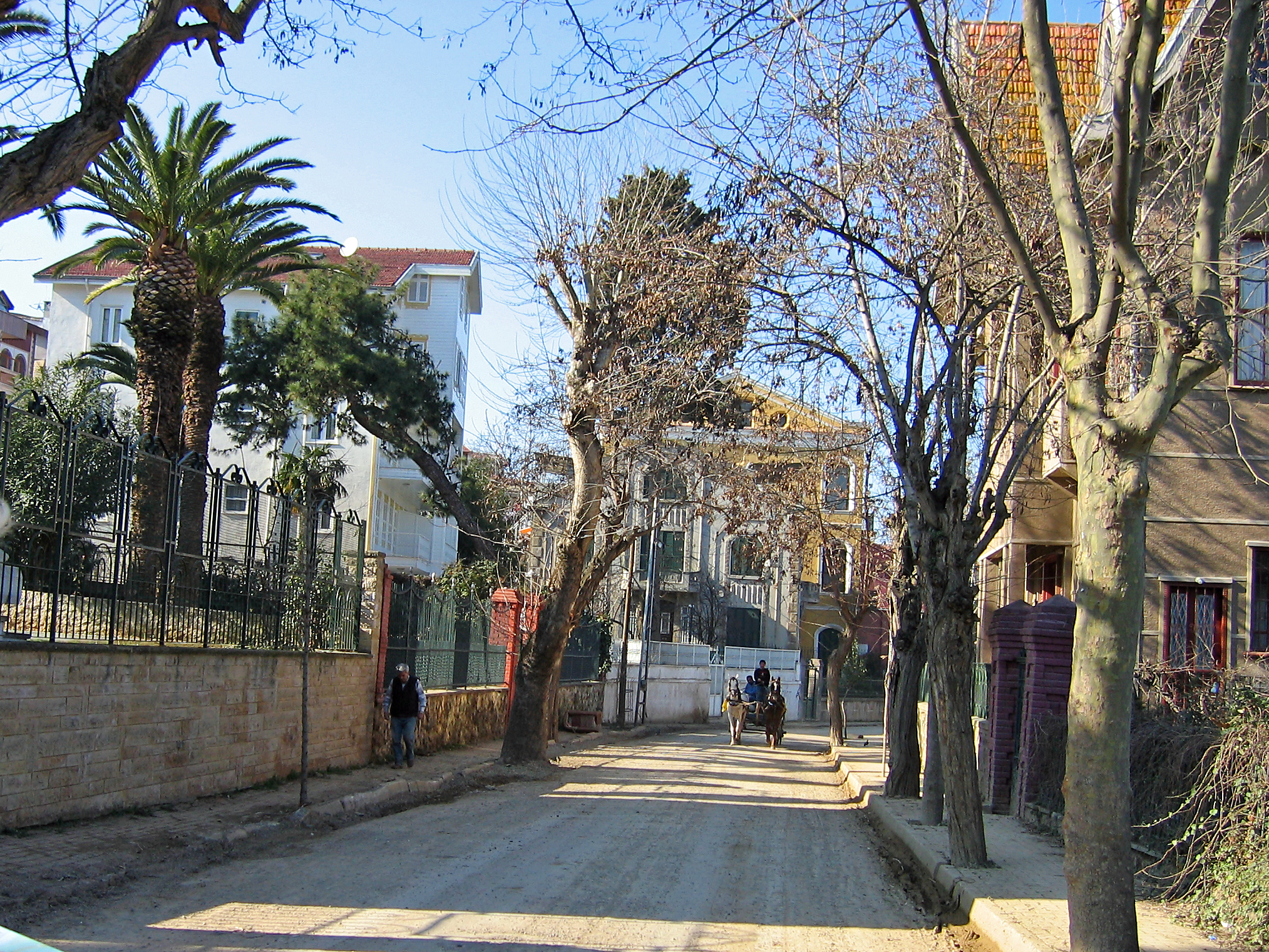
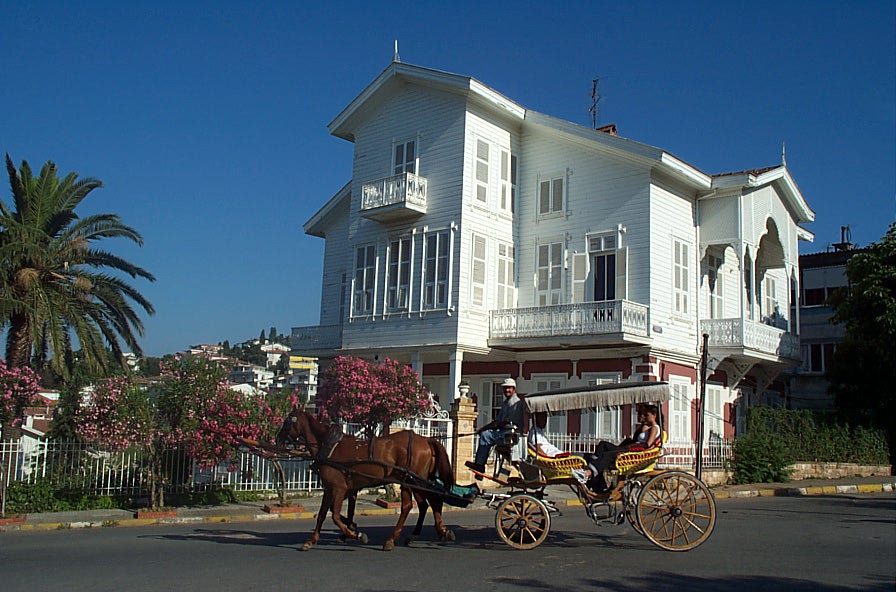

## أعلام
- قسطنطين أدوسيدس باشا
- فخر النساء زيد
- أبو الهدى الصيادي
- علية بيرغر